# Vsevolod Nikolaevič Merkulov
Vsevolod Nikolaevič Merkulov (Zaqatala, 7 novembre 1895, 25 ottobre del calendario giuliano – Mosca, 23 dicembre 1953) è stato un generale e funzionario sovietico.
Stretto collaboratore di Lavrentij Berija, fu a capo dell'NKGB dal febbraio al luglio del 1941 e di nuovo dall'aprile del 1943 al marzo del 1946.

## Biografia
Merkulov nacque nel 1895 a Zaqatala, nel Governatorato di Tbilisi (ma nell'odierno Azerbaigian), allora parte dell'Impero russo. Nel 1913 si diplomò al ginnasio di Tbilisi con una medaglia d'oro e divenne studente dell'Università statale di San Pietroburgo, nel dipartimento di fisica e matematica. Dal 1921 al 1922 lavorò come agente della Čeka nell'unità di trasporto in Georgia. Dal 1925 al 1931 fu a capo del direttorato delle operazioni segrete e vice-capo della GPU in Agiaria.
Dal 3 febbraio 1941 al 20 luglio dello stesso anno fu commissario del popolo per la sicurezza di stato dell'URSS, quando l'NKGB fu posto sotto il controllo dell'NKVD come GUGB. Dal 1941 al 1943 fu vice-commissario del popolo della NKVD. Nel 1943, il GUGB fu nuovamente separato dall'NKVD e Merkulov ne fu nominato capo, carica che mantenne dal 20 luglio 1943 al 1946. Fu coinvolto in un piano per creare una rete di spie all'interno del Progetto Manhattan. Il primo successo dell'NKVD fu il reclutamento di Klaus Fuchs. Il progetto fu denominato in codice "Enormoz". Nel 1946 per un breve periodo servì come Ministro della sicurezza dello Stato, ma fu in seguito sostituito dal suo rivale Viktor Abakumov. In seguito servì come ministro del controllo statale, al posto di Lev Mechlis. In seguito alla morte di Stalin, venne arrestato e fucilato insieme a Berija e a cinque suoi collaboratori il 23 dicembre 1953. Ci furono voci cui secondo tutti i sei corpi furono cremati e sepolti una località sconosciuta vicino a Mosca.
Merkulov venne anche ricordato per una lettera scritta al suo superiore, Lavrentij Berija il 2 ottobre 1944, in cui parlava di una cooperazione di scienziati statunitensi con l'URSS per assemblare una bomba atomica.